# NGC 2375
NGC 2375 est une galaxie spirale barrée située dans la constellation des Gémeaux. NGC 2375  a été découverte par le physicien irlandais George Stoney en 1849.

## Caractéristiques
Sa vitesse par rapport au fond diffus cosmologique est de 8 004 ± 12 km/s, ce qui correspond à une distance de Hubble de 118,1 ± 8,3 Mpc (∼385 millions d'al).
À ce jour, quatre mesures non basées sur le décalage vers le rouge (redshift) donnent une distance de 86,800 ± 24,284 Mpc (∼283 millions d'al), ce qui est à l'intérieur des valeurs de la distance de Hubble. Notons cependant que c'est avec la valeur moyenne des mesures indépendantes, lorsqu'elles existent, que la base de données NASA/IPAC calcule le diamètre d'une galaxie et qu'en conséquence le diamètre de NGC 2375 pourrait être d'environ 48,5 kpc (∼158 000 al) si on utilisait la distance de Hubble pour le calculer.
La classe de luminosité de NGC 2375 est II et elle présente une large raie HI.